# Долгоруков, Григорий Данилович
Князь Григорий Данилович Долгоруков (Долгорукий) — стольник, голова и воевода во времена правления Михаила Фёдоровича и Алексея Михайловича. Рюрикович в XXIII колене, из княжеского рода Долгоруковых.
Единственный сын окольничего князя Данилы Ивановича Долгорукова.

## Биография
Стольник (1625-1668), принимал участие на отпуске Кизылбашского посла (17 мая 1625). Исправлял дворцовые службы стольника (1628-1639). Подвёз на своих подвода к Смоленску 5 четвертей хлеба (1633). Первый воевода в Мценске (март-сентябрь 1640). Стольник и воевода в Брянске (1642-1644). Поручено приводить к присяге царю Алексею Михайловичу жителей Рыльска и Путивля, а также иных городов по дороге до места службы воеводой в Крапивну (1645). Воевода Крапивне (1646),  Назначен воеводой Сторожевого полка (12 декабря 1646). Воевода в Ельце (1647). А.В. Клепиков-Бутурлин местничал с князем Григорием Даниловичем, по было указано "перед Долгоруковым ты молодой человек" (1647). Послан в Калугу разбирать дворян и детей боярских, жалование им давал и верстал новиков (ноябрь 1648). Воевода в Калуге (1649), Брянске (1652-1654). В 1656 году во время русско-польской войны 1654—1667 участвовал в походе из Смоленска в Литву в качестве головы в государевом полку. На воеводстве в Путивле (1658-1660).
Владел поместьями в Московском и Белёвском уездах.
Оставил единственного сына — стольника и воеводу князя Прохора Григорьевича.